# Ameisenvögel
Die Ameisenvögel (Thamnophilidae) sind eine artenreiche und formreiche Familie in der Ordnung der Sperlingsvögel (Passeriformes). Mehr als 230 Arten wurden beschrieben. Es besteht eine enge Verwandtschaft zu den Mückenfressern (Conopophagidae) und den Bandvögeln (Melanopareiidae).

## Merkmale
Ameisenvögel sind kleine bis mittelgroße Vögel mit einem überwiegend bräunlichen, orangebraunen, grauen oder schwarzen Gefieder, oft auch weißen Flügelstreifen oder einem weißen Bauch. Oft ist ein schwarz-weißes Streifenmuster oder eine braun-schwarze Fleckung vorhanden. Männchen sind oft kontrastreicher gefärbt, während die Weibchen einer Art öfters größere geographische Variationen hinsichtlich ihrer Färbung aufweisen. Die Flügel sind bei den meisten Arten abgerundet und kurz.

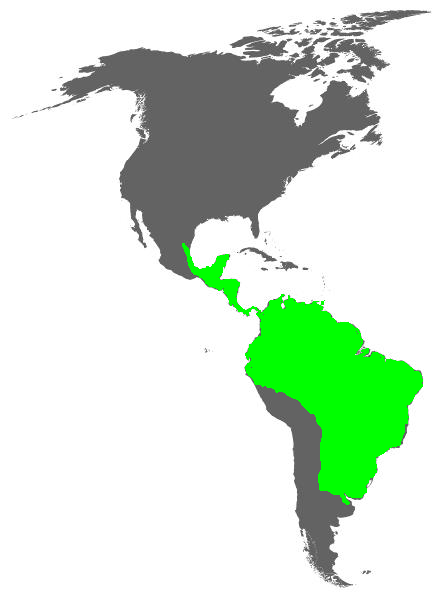
Das Verbreitungsgebiet der Ameisenvögel in Mittel- und Südamerika

## Lebensraum und Lebensweise
Verbreitet sind die Ameisenvögel ausschließlich in den tropischen und subtropischen Wäldern in Mittel- und Südamerika. Sie kommen dort sowohl in Tieflandregenwäldern als auch in Wolken- und Nebelwäldern in den Bergen, in offenem Buschland und an der Küste auf Marschland vor. Ameisenvögel ernähren sich vor allem von Insekten und anderen kleinen Wirbellosen. Namensgebend ist die Gewohnheit einiger Arten, den Zügen der Wanderameisen zu folgen und die aufgescheuchten Insekten, Spinnen oder auch kleine Reptilien und Schlangen zu vertilgen. Andere Arten lauern auf einer Warte auf ihre Beute, die im Fluge gefangen wird oder sie suchen im Laubstreu oder auf der Borke von Bäumen nach Insekten und bilden auf Futtersuche oft gemischte Gruppen verschiedener Arten. Einige Arten ernähren sich zeitweise auch von Früchten.

## Fortpflanzung
Ameisenvögel sind monogam und beide Eltern kümmern sich um den Nestbau, das Brüten und das Füttern der Jungvögel. Die Paare vieler Arten bleiben ihr ganzes Leben lang zusammen und in diesen Fällen singen auch beide, oft im Duett. Die Nester sind meist offen und napfförmig. Sie werden aus kleinen Wuryeln, Stängeln, Blättern, Flechten, Moosen und anderem Pflanzenmaterial erbaut. Das Gelege besteht aus einem bis drei, in den meisten Fällen aus zwei Eiern, die 14 bis 20 Tage lang bebrütet werden. Nach 8 bis 15 Tagen, kaum flugfähig, verlassen die Jungvögel schon das Nest, werden von den Eltern aber noch wochenlang gefüttert. Sie verbleiben oft im elterlichen Revier bis zum Beginn der nächsten Brutsaison.

## Gattungen und Arten
- Batara

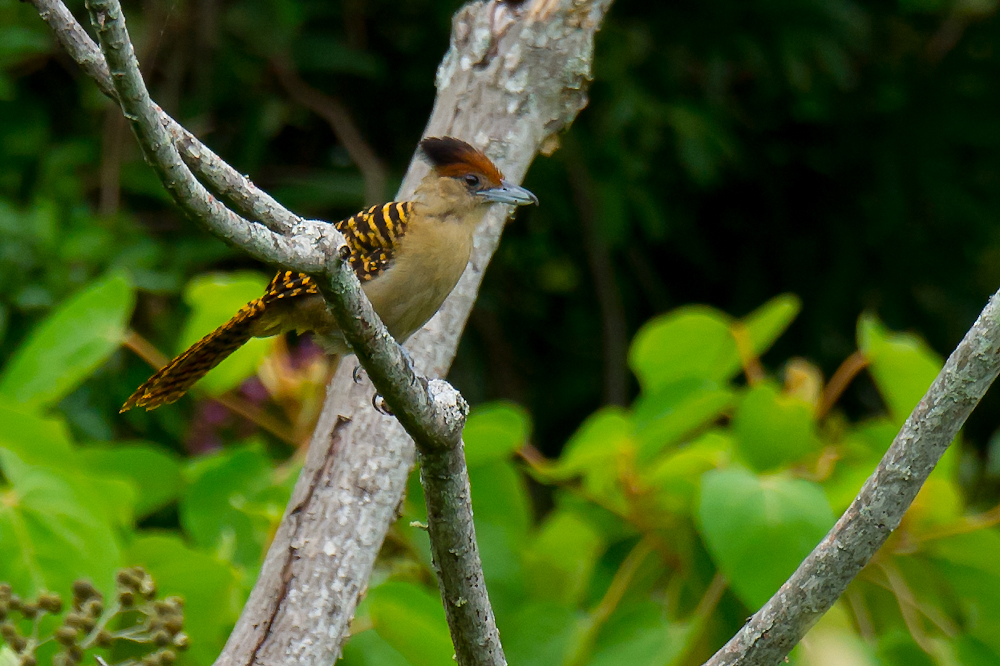
Riesenameisenwürger (Batara cinerea)

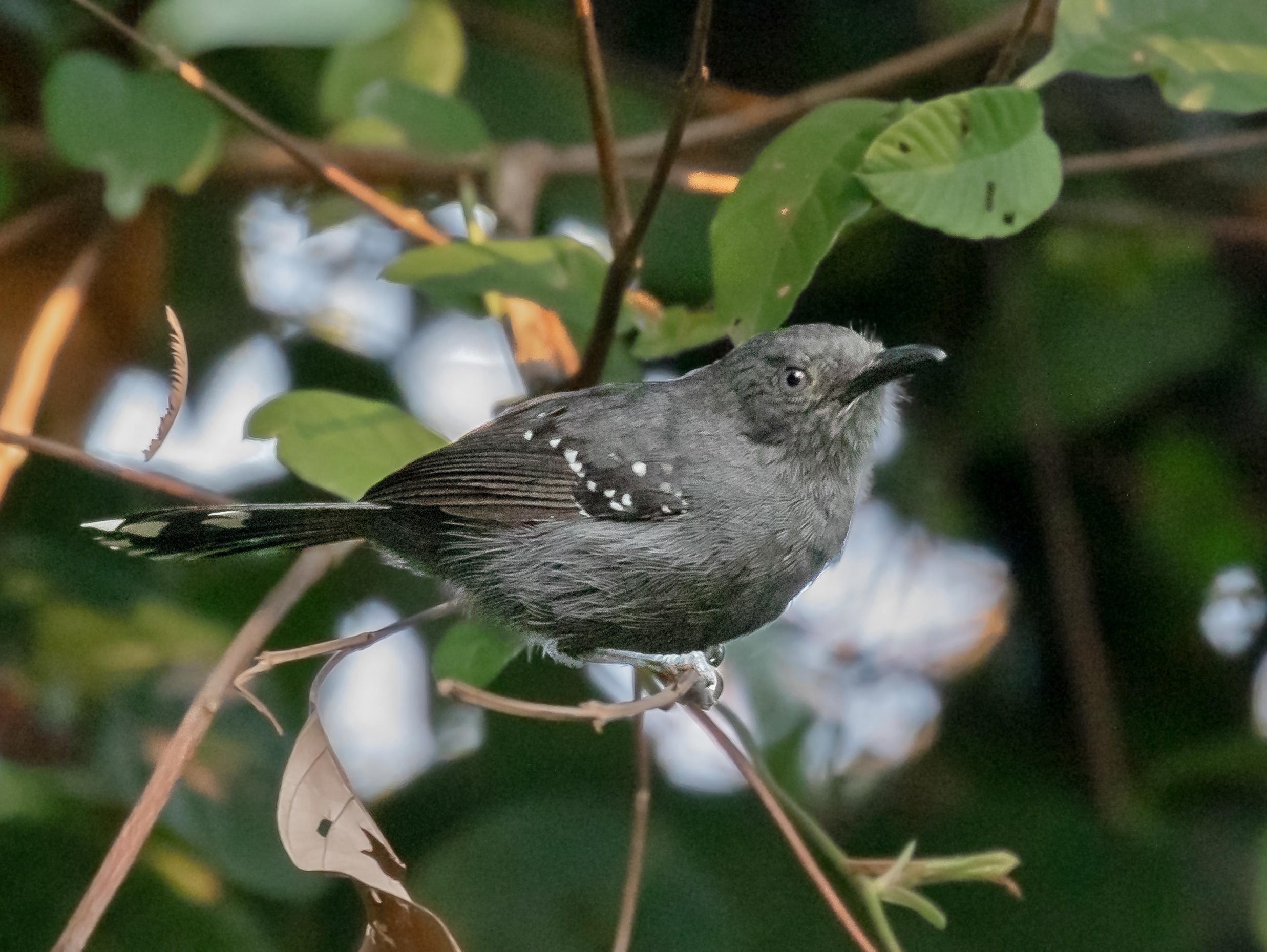
Aschgrauer Ameisenfänger (Cercomacra cinerascens)

  - Riesenameisenwürger (Batara cinerea)

- Biatas
  - Weißbart-Ameisenwürger (Biatas nigropectus)

- Cercomacra Sclater, 1858
  - Aschgrauer Ameisenfänger (Cercomacra cinerascens)
  - Bananalameisenfänger (Cercomacra ferdinandi)
  - Manuameisenfänger (Cercomacra manu)
  - Mato-Grosso-Ameisenfänger (Cercomacra melanaria)
  - Nördlicher Trauerameisenfänger (Cercomacra nigricans)
  - Schmalschnabel-Ameisenfänger (Cercomacra carbonaria)
  - Streifenschwanz-Ameisenfänger (Cercomacra brasiliana)

- Cercomacroides Tello & Raposo, 2014[2]
  - Amazonasameisenfänger (Cercomacroides laeta)
  - Dunkelgrauer Ameisenfänger (Cercomacroides tyrannina)
  - Parkers Ameisenfänger (Cercomacroides parkeri)
  - Schwarzgrauer Ameisenfänger (Cercomacroides nigrescens)
  - Südlicher Trauerameisenfänger (Cercomacroides serva)

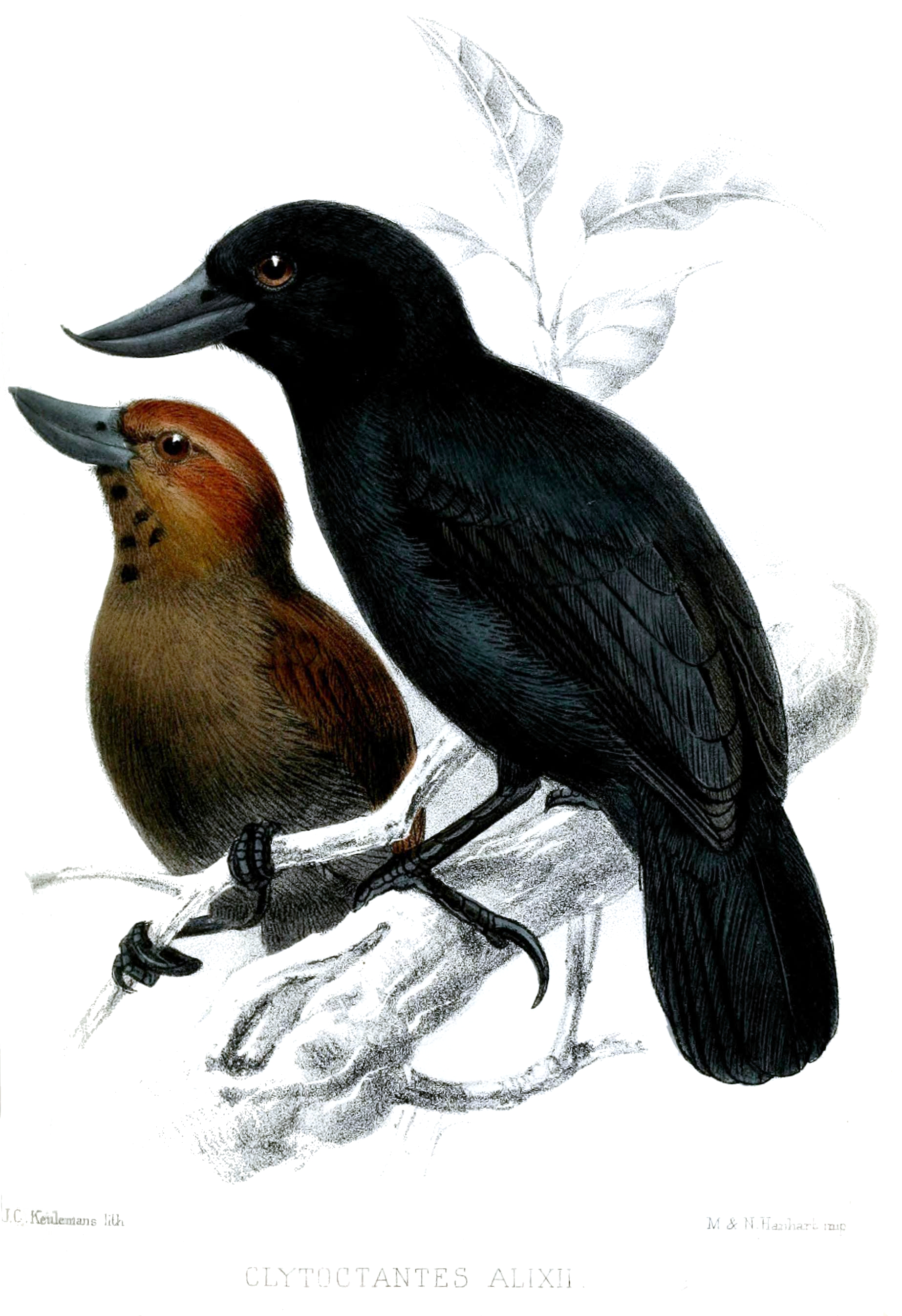
Grauer Bodenameisenwürger (Clytoctantes alixii)

- ClytoctantesGrauer Bodenameisenwürger (Clytoctantes alixii)
  - Grauer Bodenameisenwürger (Clytoctantes alixii)
  - Mato-Grosso-Bodenameisenwürger (Clytoctantes atrogularis)

- CymbilaimusZebra-Ameisenwürger (Cymbilaimus lineatus), Weibchen

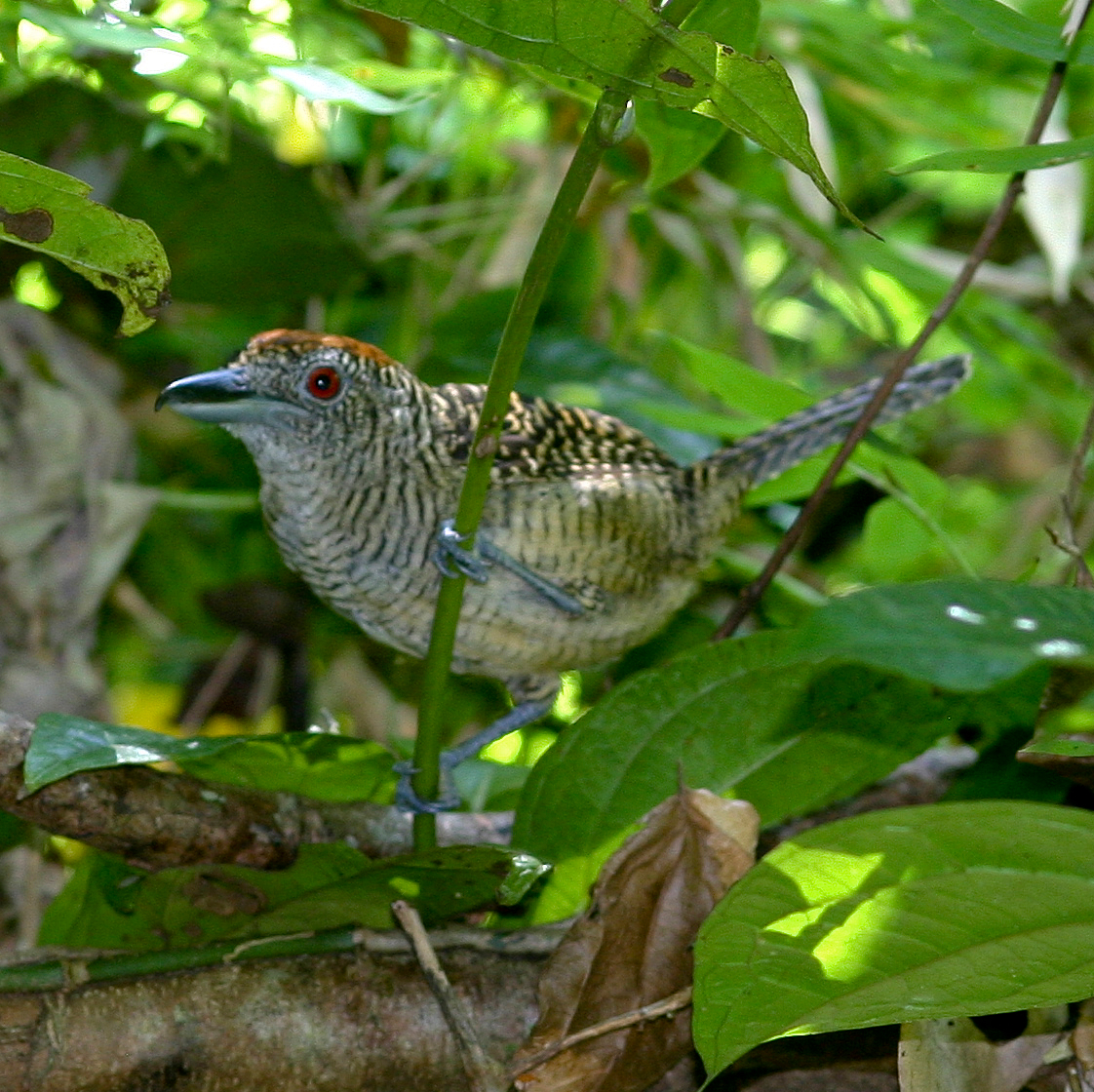
Zebra-Ameisenwürger (Cymbilaimus lineatus), Weibchen

  - Bambusameisenwürger (Cymbilaimus sanctaemariae)
  - Zebra-Ameisenwürger (Cymbilaimus lineatus)

- Dichrozona
  - Bürzelbinden-Ameisenfänger (Dichrozona cincta)

- Drymophila
  - Bindenschwanz-Ameisenfänger (Drymophila squamata)
  - Langschwanz-Ameisenfänger (Drymophila caudata)
  - Ockerbürzel-Ameisenfänger (Drymophila ochropyga)
  - Olivrücken-Ameisenfänger (Drymophila malura)
  - Rostbauch-Ameisenfänger (Drymophila ferruginea)
  - Rostschwanz-Ameisenfänger (Drymophila genei)
  - Weißbauch-Ameisenfänger (Drymophila devillei)
  - Zimtbauch-Ameisenfänger (Drymophila rubricollis)

- Dysithamnus
  - Fleckenbrust-Würgerling (Dysithamnus stictothorax)
  - Nördlicher Schwarzbrustwürgerling (Dysithamnus leucostictus)
  - Olivgrau-Ameisenvogel (Dysithamnus mentalis)
  - Rostrücken-Würgerling (Dysithamnus xanthopterus)
  - Schiefergrauer Würgerling (Dysithamnus occidentalis)
  - Streifenkopf-Würgerling (Dysithamnus striaticeps)
  - Südlicher Schwarzbrustwürgerling (Dysithamnus plumbeus)
  - Tüpfelscheitel-Würgerling (Dysithamnus puncticeps)

- Epinecrophylla
  - Östlicher Graubrust-Ameisenschlüpfer (Epinecrophylla haematonota)
  - Westlicher Graubrust-Ameisenschlüpfer (Epinecrophylla spodionota)
  - Olivbrauner Ameisenschlüpfer (Epinecrophylla leucophthalma)
  - Rostschwanz-Ameisenschlüpfer (Epinecrophylla erythrura)
  - Schmuck-Ameisenschlüpfer (Epinecrophylla ornata)
  - Tropfenkehl-Ameisenschlüpfer (Epinecrophylla fulviventris)

- FormicivoraZimtrücken-Ameisenfänger (Formicivora rufa), Männchen

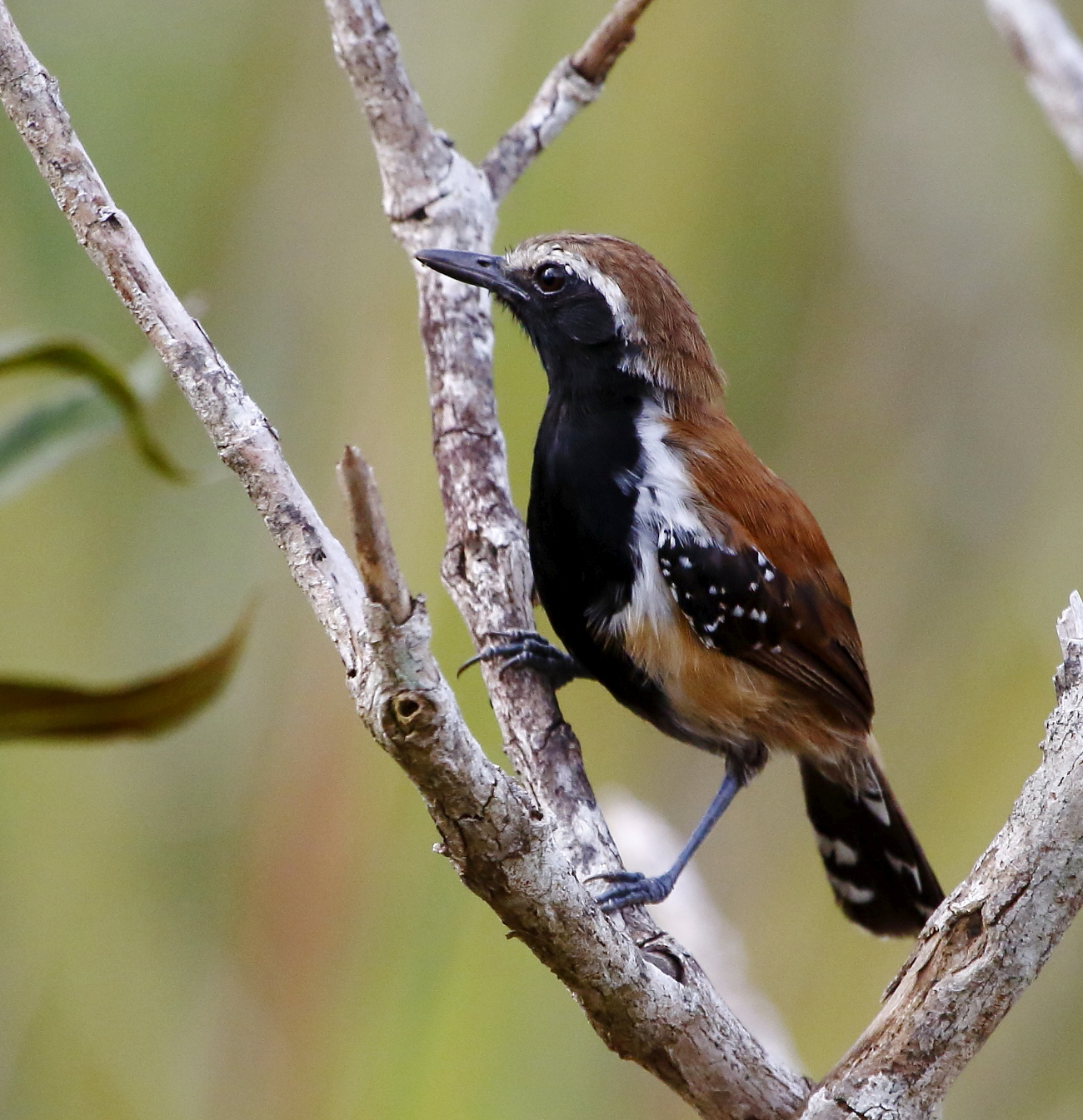
Zimtrücken-Ameisenfänger (Formicivora rufa), Männchen

  - Braunrücken-Ameisenfänger (Formicivora grisea)
  - Dunkelrücken-Ameisenfänger (Formicivora melanogaster)
  - Schiefergrauer Ameisenfänger (Formicivora iheringi)
  - Schwarzkopf-Ameisenfänger (Formicivora erythronotos)
  - Bergameisenfänger (Formicivora serrana)
  - Restingaameisenfänger (Formicivora littoralis)
  - Zimtrücken-Ameisenfänger (Formicivora rufa)

- Frederickena
  - Dunkelbrauner Ameisenwürger (Frederickena unduligera)
  - Schwarzkehl-Ameisenwürger (Frederickena viridis)

- Gymnocichla
  - Nacktstirn-Ameisenvogel (Gymnocichla nudiceps)

- GymnopithysBraunweißer Ameisenvogel (Gymnopithys leucaspis)

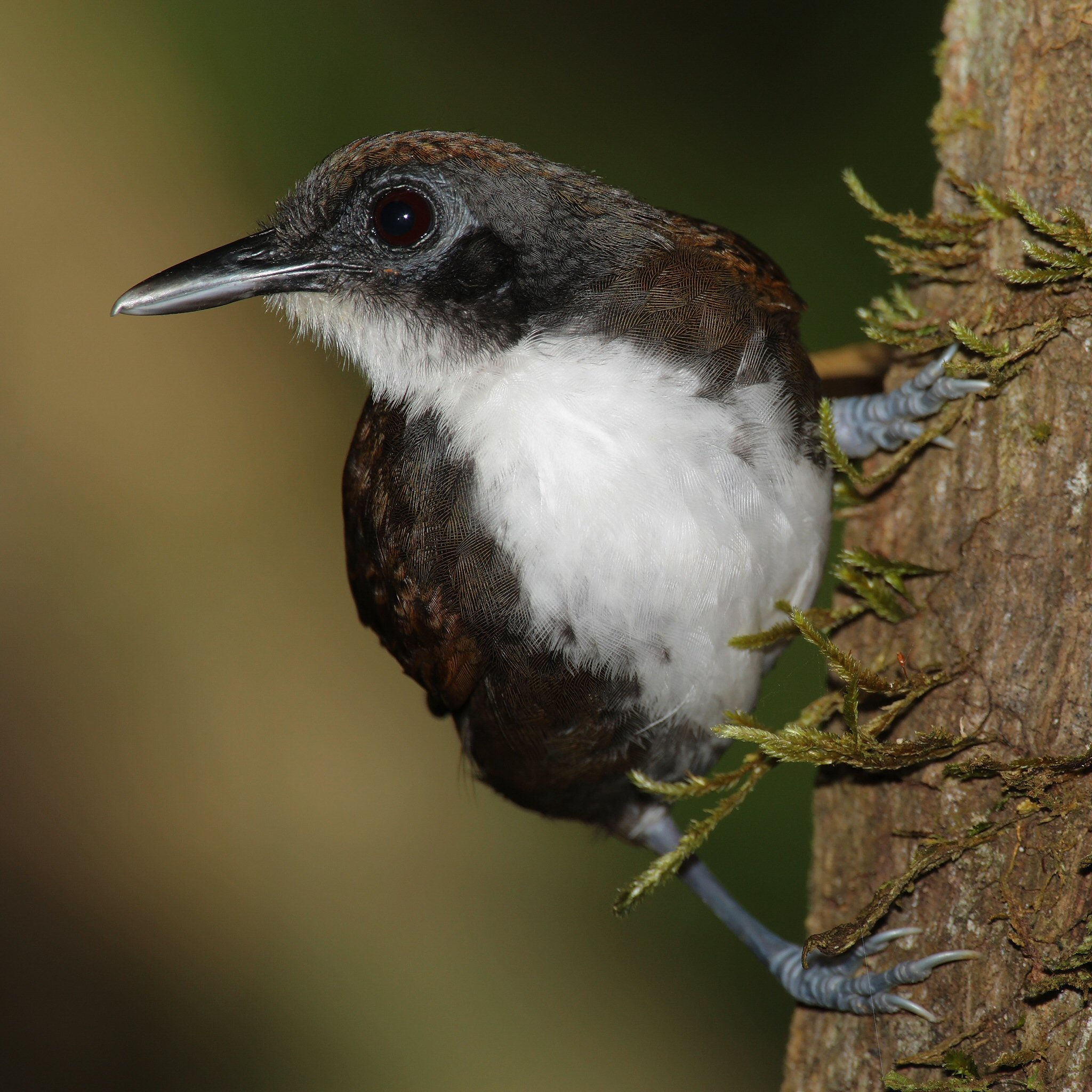
Braunweißer Ameisenvogel (Gymnopithys leucaspis)

  - Bindenschwanz-Ameisenvogel (Gymnopithys salvini)
  - Braunweißer Ameisenvogel (Gymnopithys leucaspis)
  - Rostkehl-Ameisenvogel (Gymnopithys rufigula)
  - Schwarzschwanz-Ameisenvogel (Gymnopithys lunulatus)
  - Weißohr-Ameisenvogel (Gymnopithys bicolor)

- HerpsilochmusRotschwingen-Ameisenfänger (Herpsilochmus rufimarginatus)

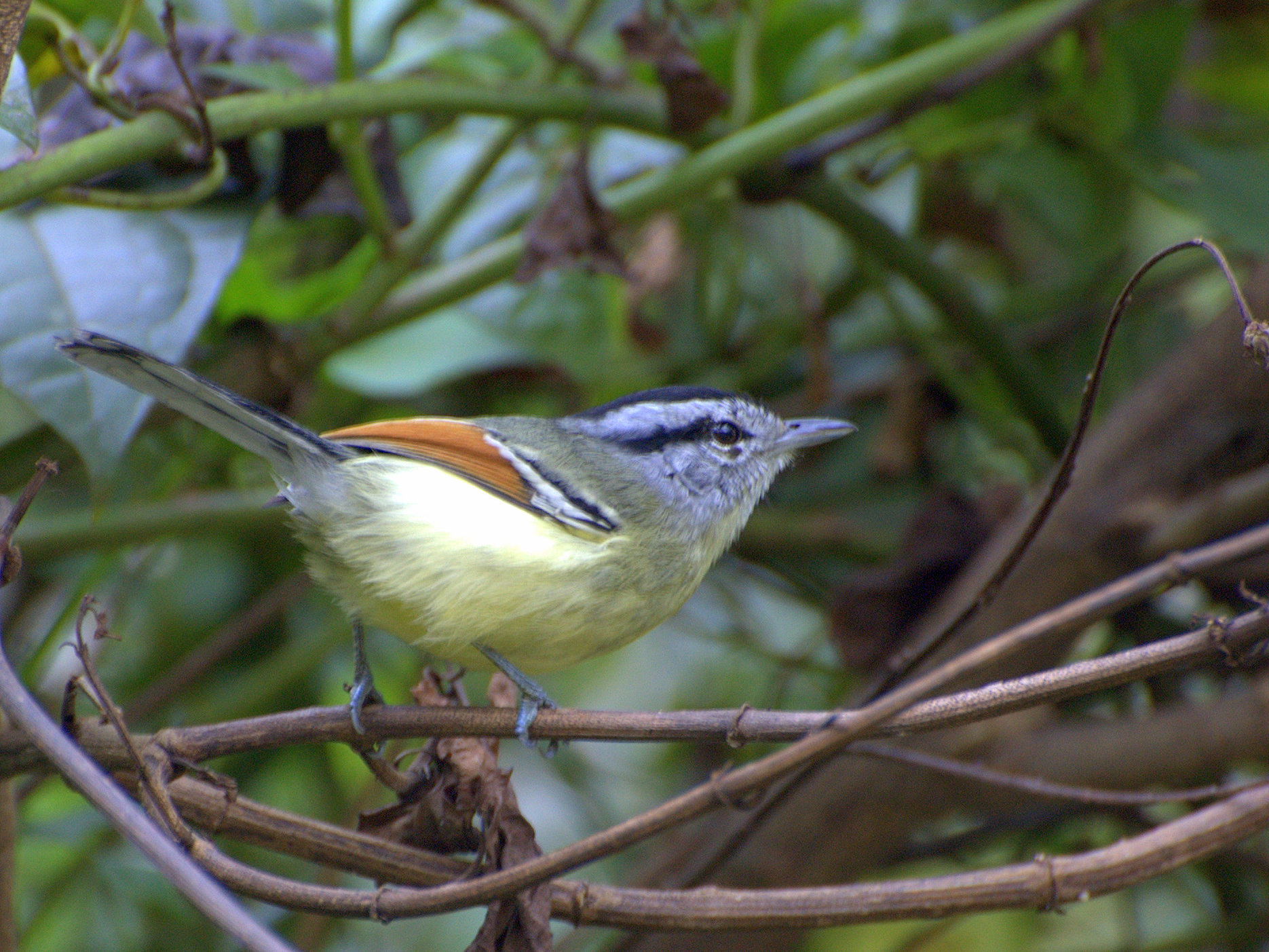
Rotschwingen-Ameisenfänger (Herpsilochmus rufimarginatus)

  - Brustband-Ameisenfänger (Herpsilochmus pectoralis)
  - Fahlbauch-Ameisenfänger (Herpsilochmus motacilloides)
  - Fleckenbrust-Ameisenfänger (Herpsilochmus longirostris)
  - Fleckenmantel-Ameisenfänger (Herpsilochmus dorsimaculatus)
  - Gelbkehl-Ameisenfänger (Herpsilochmus axillaris)
  - Graukehl-Ameisenfänger (Herpsilochmus parkeri)
  - Rotschwingen-Ameisenfänger (Herpsilochmus rufimarginatus)
  - Salvinameisenfänger (Herpsilochmus sticturus)
  - Schwarzscheitel-Ameisenfänger (Herpsilochmus atricapillus)
  - Tepuiameisenfänger (Herpsilochmus roraimae)
  - Toddameisenfänger (Herpsilochmus stictocephalus)
  - Westamazonischer Ameisenfänger (Herpsilochmus dugandi)

- Hylophylax
  - Ockerflecken-Ameisenwächter (Hylophylax naevius)
  - Rotmantel-Ameisenwächter (Hylophylax naevioides)
  - Schuppenmantel-Ameisenwächter (Hylophylax poecilinotus)
  - Weißflecken-Ameisenwächter (Hylophylax punctulatus)

- Hypocnemis
  - Gelbbrauen-Ameisenschnäpper (Hypocnemis hypoxantha)
  - Rostflanken-Ameisenschnäpper (Hypocnemis cantator)

- Hypocnemoides
  - Nördlicher Grauameisenschnäpper (Hypocnemoides melanopogon)
  - Südlicher Grauameisenschnäpper (Hypocnemoides maculicauda)

- Hypoedaleus
  - Perlenmantel-Ameisenwürger (Hypoedaleus guttatus)

- Isleria[3].
  - Graubauch-Ameisenschlüpfer (Isleria hauxwelli), (vormals Myrmotherula hauxwelli)
  - Rostbauch-Ameisenschlüpfer (Isleria guttata), (vormals Myrmotherula guttata)

- Mackenziaena
  - Langschwanz-Ameisenwürger (Mackenziaena leachii)
  - Schwarzmasken-Ameisenwürger (Mackenziaena severa)

- Megastictus
  - Kurzschwanz-Ameisenwürger (Megastictus margaritatus)

- Microrhopias
  - Tropfenflügel-Ameisenfänger (Microrhopias quixensis)

- MyrmecizaSchwarzer Ameisenvogel (Myrmeciza immaculata)

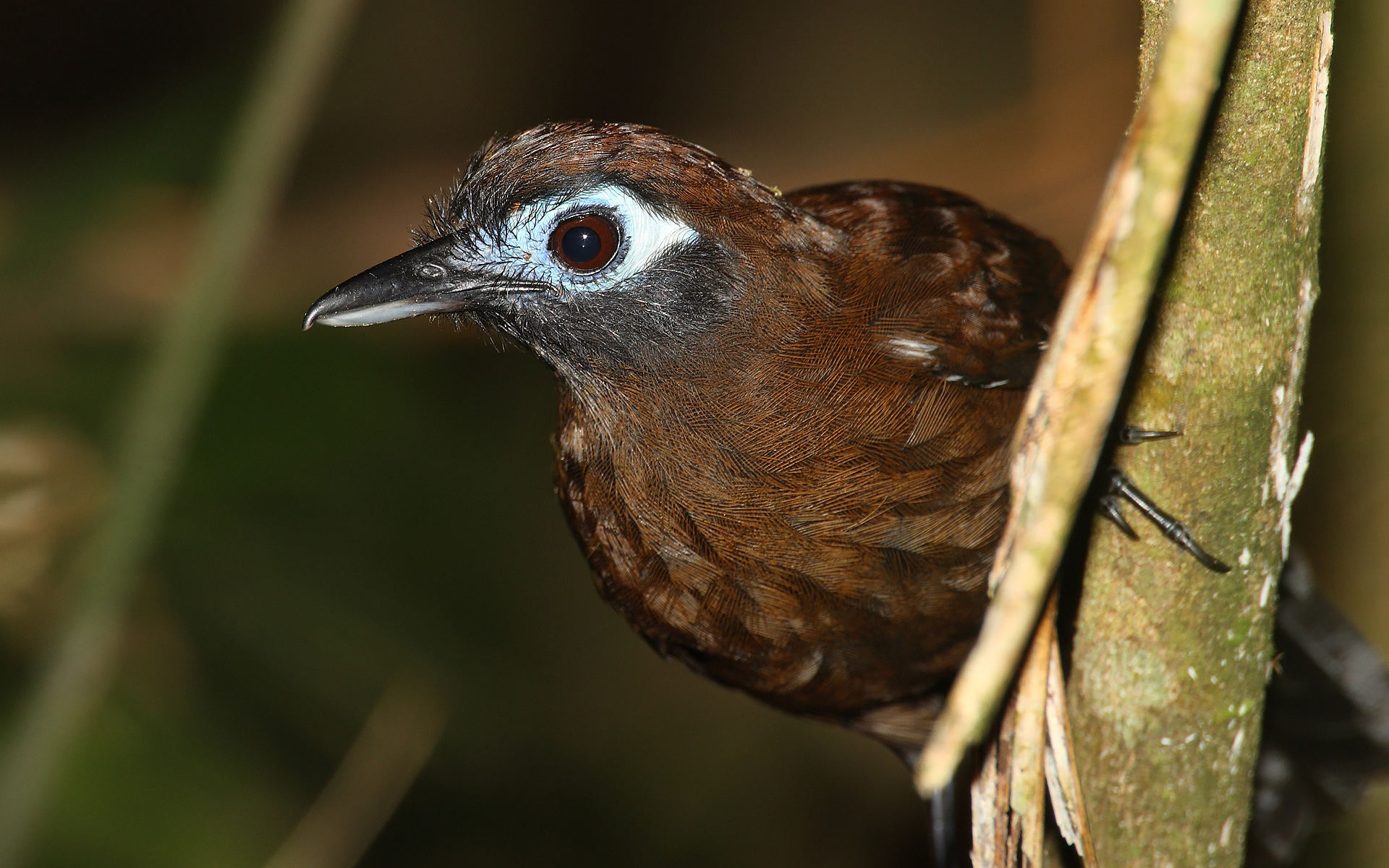
Schwarzer Ameisenvogel (Myrmeciza immaculata)

  - Bleigrauer Ameisenvogel (Myrmeciza hyperythra)
  - Braunrücken-Ameisenvogel (Myrmeciza exsul)
  - Goeldiameisenvogel (Myrmeciza goeldii)
  - Grauband-Ameisenvogel (Myrmeciza longipes)
  - Graukopf-Ameisenvogel (Myrmeciza griseiceps)
  - Grauscheitel-Ameisenvogel (Myrmeciza laemosticta)
  - Kurzschwanz-Ameisenvogel (Myrmeciza berlepschi)
  - Nördlicher Rotschwanzameisenvogel (Myrmeciza castanea)
  - Nördlicher Schuppenameisenvogel (Myrmeciza ruficauda)
  - Pechbrust-Ameisenvogel (Myrmeciza atrothorax)
  - Schiefergrauer Ameisenvogel (Myrmeciza nigricauda)
  - Schmuckbrust-Ameisenvogel (Myrmeciza loricata)
  - Schwarzer Ameisenvogel (Myrmeciza immaculata)
  - Schwarzgrauer Ameisenvogel (Myrmeciza fortis)
  - Südlicher Rotschwanz-Ameisenvogel (Myrmeciza hemimelaena)
  - Südlicher Schuppenameisenvogel (Myrmeciza squamosa)
  - Tüpfelwangen-Ameisenvogel (Myrmeciza pelzelni)
  - Weißband-Ameisenvogel (Myrmeciza ferruginea)
  - Weißschulter-Ameisenvogel (Myrmeciza melanoceps)
  - Zweifarb-Ameisenvogel (Myrmeciza disjuncta)

- Myrmoborus
  - Schmalbrauen-Ameisenschnäpper (Myrmoborus myotherinus)
  - Schwarzkopf-Ameisenschnäpper (Myrmoborus melanurus)
  - Varzeaameisenschnäpper (Myrmoborus lugubris)
  - Weißstirn-Ameisenschnäpper (Myrmoborus leucophrys)

- Myrmochanes
  - Schwarzweißer Ameisenschnäpper (Myrmochanes hemileucus)

- Myrmorchilus
  - Strichelrücken-Ameisenfänger (Myrmorchilus strigilatus)

- Myrmornis
  - Stummelschwanz-Ameisenvogel (Myrmornis torquata)

- Myrmotherula
  - Alagoasameisenschlüpfer (Myrmotherula snowi)
  - Amazonien-Strichelameisenschlüpfer (Myrmotherula multostriata)
  - Gelbkehl-Ameisenschlüpfer (Myrmotherula ambigua)
  - Gelbstreifen-Ameisenschlüpfer (Myrmotherula sclateri)
  - Grauameisenschlüpfer (Myrmotherula menetriesii)
  - Grauflügel-Ameisenschlüpfer (Myrmotherula behni)
  - Guayana-Strichelameisenschlüpfer (Myrmotherula surinamensis)
  - Hochland-Ameisenschlüpfer (Myrmotherula schisticolor)
  - Iheringameisenschlüpfer (Myrmotherula iheringi)
  - Kleiner Silberameisenschlüpfer (Myrmotherula sunensis)
  - Kurzschnabel-Ameisenschlüpfer (Myrmotherula obscura)
  - Östlicher Weißkehl-Ameisenschlüpfer (Myrmotherula brachyura)
  - Perlenkehl-Ameisenschlüpfer (Myrmotherula gularis)
  - Rio-de-Janeiro-Ameisenschlüpfer (Myrmotherula fluminensis)
  - Rio-Negro-Ameisenschlüpfer (Myrmotherula klagesi)
  - Salvadoriameisenschlüpfer (Myrmotherula minor)
  - Schwarzbinden-Ameisenschlüpfer (Myrmotherula urosticta)
  - Silber-Ameisenschlüpfer (Myrmotherula longipennis)
  - Paranáameisenschlüpfer (Myrmotherula unicolor)
  - Varzeaameisenschlüpfer (Myrmotherula assimilis)
  - Weißbauch-Ameisenschlüpfer (Myrmotherula longicauda)
  - Weißflanken-Ameisenschlüpfer (Myrmotherula axillaris)
  - Weißstreifen-Ameisenschlüpfer (Myrmotherula cherriei)
  - Westlicher Strichelameisenschlüpfer (Myrmotherula pacifica)
  - Westlicher Weißkehl-Ameisenschlüpfer (Myrmotherula ignota)
  - Yungasameisenschlüpfer (Myrmotherula grisea)

- Neoctantes
  - Schwarzer Bodenameisenwürger (Neoctantes niger)

- Percnostola
  - Rotschopf-Ameisenvogel (Percnostola lophotes)
  - Schwarzscheitel-Ameisenvogel (Percnostola rufifrons)

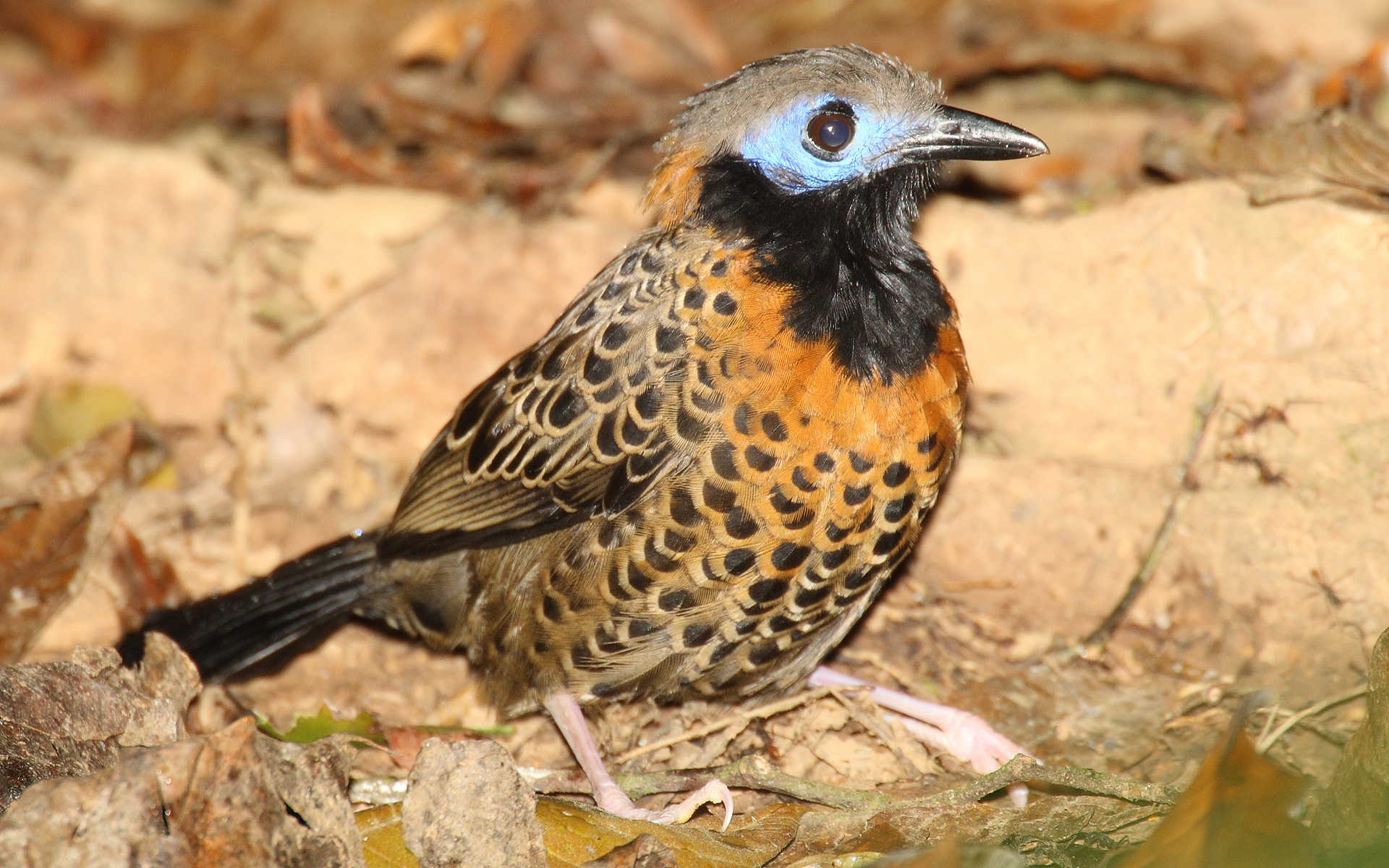
Halsband-Ameisenvogel (Phaenostictus mcleannani)

- PhaenostictusHalsband-Ameisenvogel (Phaenostictus mcleannani)
  - Halsband-Ameisenvogel (Phaenostictus mcleannani)

- Phlegopsis
  - Glanzkopf-Ameisenvogel (Phlegopsis barringeri)
  - Rotspiegel-Ameisenvogel (Phlegopsis erythroptera)
  - Tropfenmantel-Ameisenvogel (Phlegopsis nigromaculata)

- Pithys
  - Weißgesicht-Ameisenvogel (Pithys albifrons)
  - Weißmasken-Ameisenvogel (Pithys castaneus)

- Pygiptila
  - Fleckenflügel-Ameisenwürger (Pygiptila stellaris)

- Pyriglena
  - Fleckenmantel-Feuerauge (Pyriglena atra)
  - Weißrücken-Feuerauge (Pyriglena leuconota)
  - Weißschulter-Feuerauge (Pyriglena leucoptera)

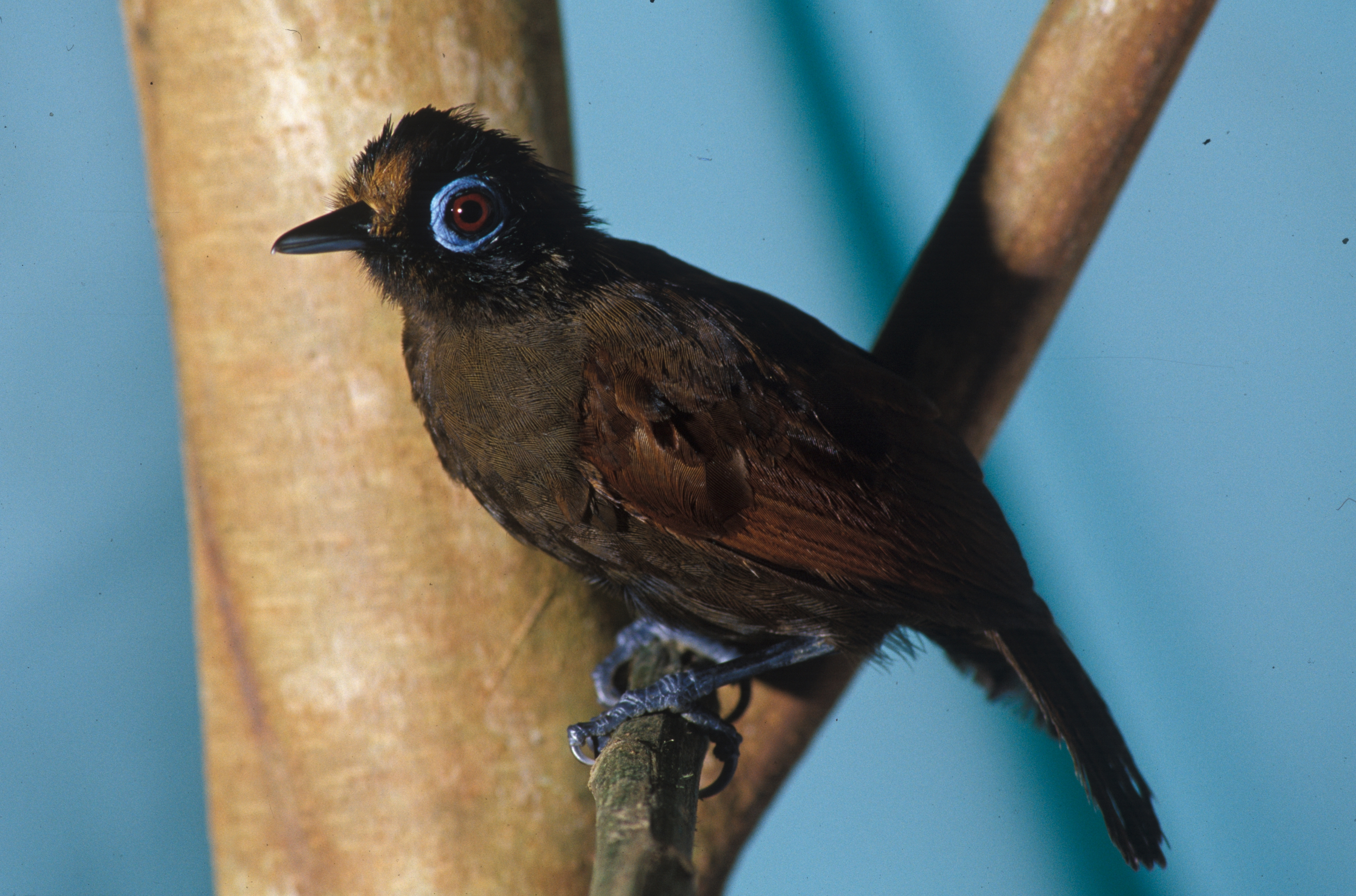
Grauschopf-Ameisenvogel (Rhegmatorhina melanosticta)

- RhegmatorhinaGrauschopf-Ameisenvogel (Rhegmatorhina melanosticta)
  - Grauschopf-Ameisenvogel (Rhegmatorhina melanosticta)
  - Rostbauch-Ameisenvogel (Rhegmatorhina cristata)
  - Rostbrust-Ameisenvogel (Rhegmatorhina berlepschi)
  - Schwarzkopf-Ameisenvogel (Rhegmatorhina gymnops)
  - Weißbrust-Ameisenvogel (Rhegmatorhina hoffmannsi)

- Rhopornis
  - Graues Feuerauge (Rhopornis ardesiacus)

- SakesphorusSchwarzgesicht-Ameisenwürger (Sakesphorus canadensis), Männchen

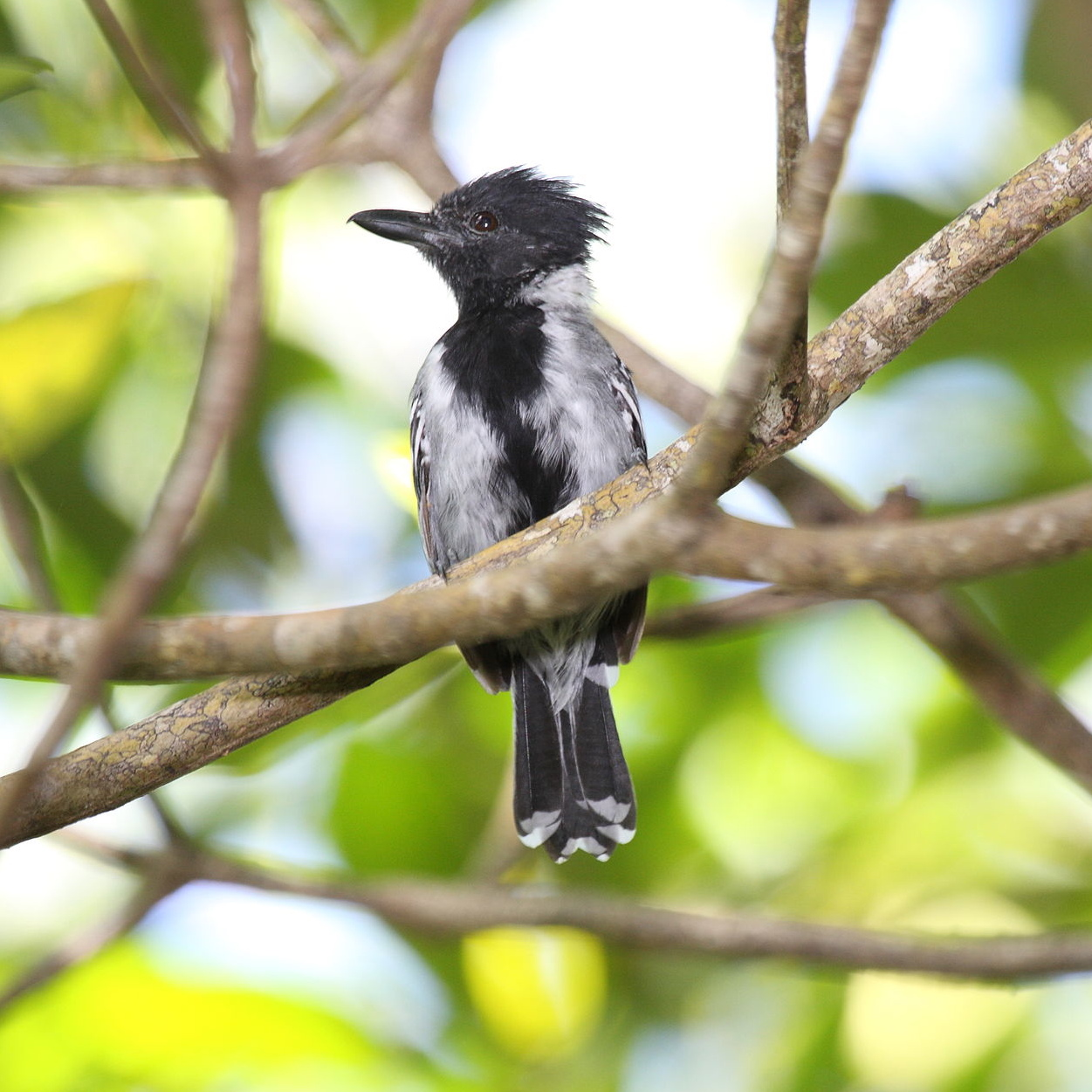
Schwarzgesicht-Ameisenwürger (Sakesphorus canadensis), Männchen

  - Fleckengesicht-Ameisenwürger (Sakesphorus bernardi)
  - Schulterflecken-Ameisenwürger (Sakesphorus melanothorax)
  - Schwarzgesicht-Ameisenwürger (Sakesphorus canadensis)
  - Silberwangen-Ameisenwürger (Sakesphorus cristatus)
  - Trauer-Ameisenwürger (Sakesphorus luctuosus)

- Schistocichla
  - Kleiner Grauameisenvogel (Schistocichla leucostigma)
  - Schwarzschnabel-Ameisenvogel (Schistocichla schistacea)

- Sclateria
  - Silberameisenschnäpper (Sclateria naevia)

- Skutchia
  - Weißstirn-Ameisenvogel (Skutchia borbae)

- Taraba
  - Weißbrust-Ameisenwürger (Taraba major)

- Terenura
  - Gelbbürzel-Ameisenfänger (Terenura sharpei)
  - Grauwangen-Ameisenfänger (Terenura callinota)
  - Rostrücken-Ameisenfänger (Terenura maculata)
  - Rotrücken-Ameisenfänger (Terenura spodioptila)
  - Rotschulter-Ameisenfänger (Terenura humeralis)
  - Schwarzrücken-Ameisenfänger (Terenura sicki)

- Thamnistes

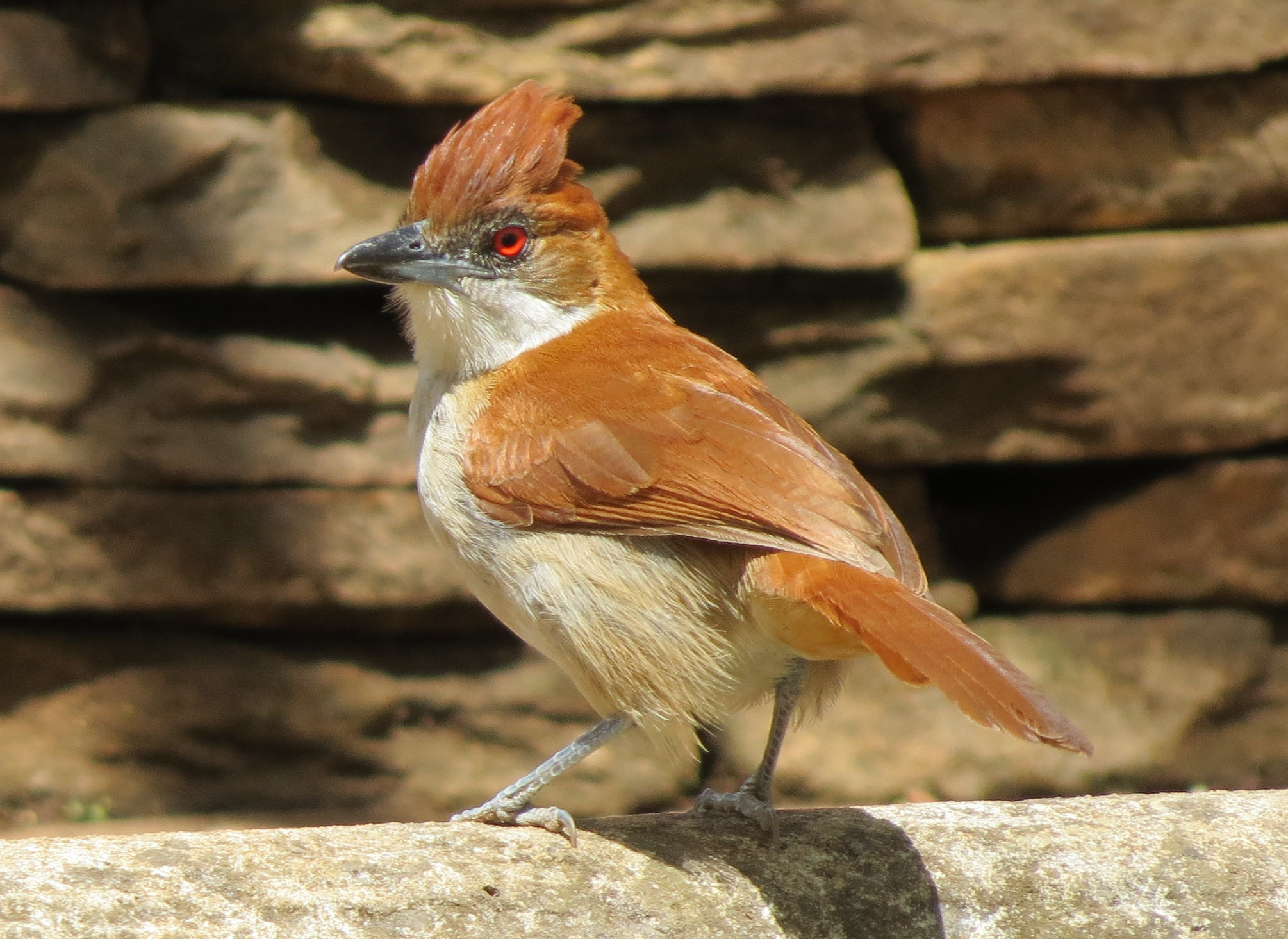
Rostbrauner Ameisenwürger (Thamnistes anabatinus), Weibchen

  - Rostbrauner Ameisenwürger (Thamnistes anabatinus)

- Thamnomanes
  - Blaugrauer Würgerling (Thamnomanes schistogynus)
  - Einfarbwürgerling (Thamnomanes caesius)
  - Nördlicher Schwarzkehlwürgerling (Thamnomanes ardesiacus)

- Thamnophilus

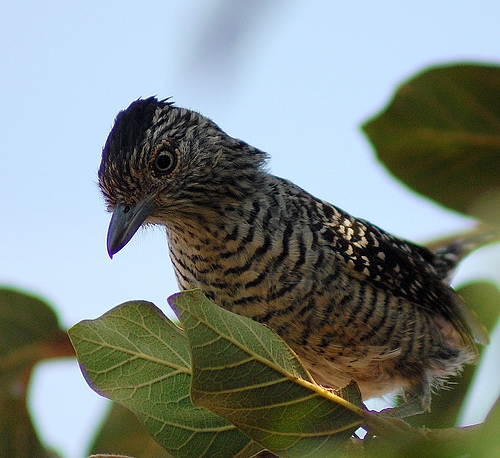
Binden-Ameisenwürger (Thamnophilus doliatus)

  - Amazonien-Tropfenameisenwürger (Thamnophilus amazonicus)
  - Binden-Ameisenwürger (Thamnophilus doliatus)
  - Braunflügel-Ameisenwürger (Thamnophilus murinus)
  - Dunkelmantel-Ameisenwürger (Thamnophilus palliatus)
  - Einfarb-Ameisenwürger (Thamnophilus unicolor)
  - Feinstreifen-Ameisenwürger (Thamnophilus tenuepunctatus)
  - Flussufer-Ameisenwürger (Thamnophilus cryptoleucus)
  - Hochland-Ameisenwürger (Thamnophilus aroyae)
  - Kapuzen-Ameisenwürger (Thamnophilus bridgesi)
  - Nördlicher Schwarzameisenwürger (Thamnophilus nigriceps)
  - Perlschulter-Ameisenwürger (Thamnophilus aethiops)
  - Rostflügel-Ameisenwürger (Thamnophilus torquatus)
  - Rostscheitel-Ameisenwürger (Thamnophilus ruficapillus)
  - Schiefergrauer Ameisenwürger (Thamnophilus schistaceus)
  - Schwarzgrauer Ameisenwürger (Thamnophilus nigrocinereus)
  - Schwarzweißer Ameisenwürger (Thamnophilus melanonotus)
  - Streifen-Ameisenwürger (Thamnophilus multistriatus)
  - Südlicher Schwarzameisenwürger (Thamnophilus praecox)
  - Wechselameisenwürger (Thamnophilus caerulescens)
  - Tepui-Tropfenameisenwürger (Thamnophilus insignis)
  - Tüpfelwollrücken (Thamnophilus punctatus)
  - Westlicher Tropfenameisenwürger (Thamnophilus atrinucha)

- Willisornis
  - Schuppenmantel-Ameisenwächter (Willisornis poecilinotus)

- Xenornis
  - Strichelrücken-Ameisenwürger (Xenornis setifrons)